# N969 (België)
De N969 is een gewestweg in de Belgische provincie Namen. Deze weg verbindt de N98 met de N912 via Velaine, een deelgemeente van Sambreville.
De totale lengte van de N969 bedraagt ongeveer 2 kilometer.

## Plaatsen langs de N969
- Velaine
- Sambreville